# Василівська сільська рада (Попільнянський район)
Василівська сільська рада — колишня адміністративно-територіальна одиниця та орган місцевого самоврядування у Вчорайшенському (Бровківському), Ружинському і Попільнянському районах Бердичівської округи, Київської й Житомирської областей УРСР та України з адміністративним центром у с. Василівка.

## Населені пункти
Сільській раді підпорядковувались населені пункти:
- с. Василівка

## Населення
Відповідно до перепису населення СРСР, станом на 17 грудня 1926 року, чисельність населення ради становила 1 786 осіб, з них, за статтю: чоловіків — 868, жінок — 918; етнічний склад: українців — 1 755, росіян — 12, євреїв — 8, поляків — 5, чехів — 3, інші — 3. Кількість господарств — 389, з них, неселянського типу — 11.
Відповідно до результатів перепису населення 1989 року, кількість населення ради, станом на 12 січня 1989 року, складала 590 особу.
Станом на 5 грудня 2001 року, відповідно до перепису населення України, кількість мешканців сільської ради складала 555 осіб.

## Склад ради
Рада складалася з 12 депутатів та голови.

### Керівний склад сільської ради
| ПІБ                     | Основні відомості                                                               | Дата обрання | Дата звільнення |
| ----------------------- | ------------------------------------------------------------------------------- | ------------ | --------------- |
| Ковбасюк Зоя Михайлівна | Сільський голова, 1963 року народження, освіта, позапартійна                    | 26.03.2006   | 31.10.2010      |
| Ковбасюк Зоя Михайлівна | Сільський голова, 1963 року народження, освіта середня спеціальна, позапартійна | 31.10.2010   |                 |

Примітка: таблиця складена за даними джерела

## Історія
Утворена 1923 року в селі Василівка Бровківської волості Сквирського повіту Київської губернії. Станом на 17 грудня 1926 року на обліку числяться урочище Тасьма та хутір Шумський, котрі, станом на 1 жовтня 1941 року, зняті з обліку населених пунктів.
Станом на 1 вересня 1946 року сільрада входила до складу Вчорайшенського району Житомирської області, на обліку в раді перебувало с. Василівка.
Станом на 1 січня 1972 року сільська рада входила до складу Попільнянського району Житомирської області, на обліку в раді перебувало с. Василівка.
Припинила існування 28 грудня 2016 року через об'єднання до складу Андрушківської сільської територіальної громади Попільнянського району Житомирської області.
Входила до складу Бровківського (Вчорайшенського, 7.03.1923 р., 13.02.1935 р.), Ружинського (5.02.1931 р., 28.11.1957 р.) та Попільнянського (30.12.1962 р.) районів.